# Kull Island
Kull Island är en ö i Kanada.   Den ligger i territoriet Nunavut, i den nordöstra delen av landet, 2 800 km norr om huvudstaden Ottawa. Arean är 9,0 kvadratkilometer.
Terrängen på Kull Island är platt. Öns högsta punkt är 72 meter över havet. Den sträcker sig 5,9 kilometer i nord-sydlig riktning, och 2,9 kilometer i öst-västlig riktning.
Trakten runt Kull Island är permanent täckt av is och snö.